# Royal Aircraft Factory S.E.2
Royal Aircraft Factory S.E.2 (Scout Experimental) là một mẫu máy bay trinh sát một chỗ của Anh.

## Quốc gia sử dụng
Anh Quốc
- Quân đoàn Không quân Hoàng gia

## Tính năng kỹ chiến thuật (S.E.2)
Dữ liệu lấy từ The Aeroplanes of the Royal Flying Corps (Military Wing) 
Đặc điểm tổng quát
- Kíp lái: 1
- Chiều dài: 20 ft 10 in (6,35 m)
- Sải cánh: 27 ft 6¼ in (8,39 m)
- Chiều cao: 9 ft 4⅛ in (2,82 m)
- Diện tích cánh: 188 sq ft (17,5m²)
- Trọng lượng rỗng: 720 lb (327 kg)
- Trọng lượng có tải: 1.132 lb (515 kg)
- Động cơ: 1 × Gnome, 80 hp (60 kW)

 Hiệu suất bay 
- Vận tốc cực đại: 91 mph (79 knot, 147 km/h)
- Thời gian bay: 3 h

Trang bị vũ khí

- Súng: 2× súng máy .303 in